# Wahlfahrt
Die Wahlfahrt war ein TV-Format des ORF, das von 2013 bis 2016 anlässlich verschiedener Wahlen kurz vor den jeweiligen Wahl-Terminen ausgestrahlt wurde. Schauplatz der Sendung war ein umgebauter Oldtimer, auf dessen Beifahrersitz die jeweiligen Kandidaten Platz nehmen durften. Hinter dem Steuer saß der langjährige Washington-Korrespondent und ORF-Journalist Hanno Settele, der die Sendung moderierte.
Das österreichische Format wurde zu den Schweizer Parlamentswahlen 2015 vom Schweizer Radio und Fernsehen (SRF) übernommen. In Deutschland wurde zur Bundestagswahl 2017 bei  WDR Lokalzeit ein ähnliches Format gezeigt.
Zur Nationalratswahl in Österreich 2017 gab es anstelle der Wahlfahrt auf ORF eins ein neues Format mit dem Titel "Nationalraten", welches von Hanno Settele sowie ZIB20 bzw. ZIB24-Moderatorin Lisa Gadenstätter moderiert wurde.

## Allgemeines
Das erste Mal wurde die ORF-Wahlfahrt zu den österreichischen Nationalratswahlen 2013 ausgestrahlt. Am Beifahrersitz nahmen die damaligen Parteichefs Werner Faymann (SPÖ), Michael Spindelegger (ÖVP), Heinz-Christian Strache (FPÖ), Eva Glawischnig (Grüne), Josef Bucher (BZÖ) und Frank Stronach (Team Stronach) Platz. Für Aufregung sorgte damals der „Todesstrafen-Sager“ von Stronach, bei dem er sich für die Einführung der Todesstrafe in Österreich aussprach. Weitere Ausgaben gab es zur EU-Parlamentswahl 2014 und zu den österreichischen Bundespräsidenschaftswahlen 2016.
Die Route wurde von den Politikern vorgeschlagen und im Vorhinein festgelegt. Meist chauffierte Hanno Settele die Kandidaten von einer Wahlkampf-Veranstaltung zur nächsten.
Das Auto war seit der ersten Ausgabe ein schwarzer Mercedes 280 S, Baujahr 1978. Im Auto waren mehrere GoPros installiert, die die Gespräche aus verschiedenen Blickwinkeln aufzeichneten.

## Entwicklung
Die Idee zur Sendung stammte von der ORF-Redakteurin Elisabeth Gollackner. Das Format entwickelte sie im Team mit Moderator Hanno Settele, Regisseur André Turnheim und der Sendungsverantwortlichen Elisabeth Totzauer. Im Fokus stand die Reise, auf die sich die Kandidaten begeben. Mithilfe von Musikstrecken und Landschaftsaufnahmen wurde der Polit-Talk so zu einem "Road Movie".

## Liste der bisherigen Gäste
Nationalratswahlen 2013
- Werner Faymann (SPÖ)
- Michael Spindelegger (ÖVP)
- Heinz-Christian Strache (FPÖ)
- Eva Glawischnig (Grüne)
- Josef Bucher (BZÖ)
- Frank Stronach (Team Stronach)

EU-Parlamentswahlen 2014
- Viviane Reding (EVP)
- Fotios Amanatides (PPEU)
- Morten Messerschmidt (MELD)
- Renata Alt (ALDE)
- Franziska Keller (EGP)
- Martin Schulz (SPE)

Bundespräsidentschaftswahl 2016
- Irmgard Griss (NEOS)
- Richard Lugner (unabhängig)
- Rudolf Hundstorfer (SPÖ)
- Andreas Khol (ÖVP)
- Alexander Van der Bellen (Grüne)
- Norbert Hofer (FPÖ)

## Schweiz
SCHWEIZ
In vier Sendungen begleitete Mona Vetsch im September 2015 Kandidaten aus den acht wichtigsten Schweizer Parteien zu Veranstaltungen im Wahlkampf vor den Parlamentswahlen. Jeweils eine Frau und ein Mann aus Stadt, Land oder Agglomeration wurden in der Sendung auf SRF 1 porträtiert. Das Fahrzeug war ebenfalls ein Mercedes-Benz 280, Jahrgang 1978.
Die Gäste:
- Markus Ritter (CVP)
- Aline Trede (Grüne)
- Susanne Leutenegger Oberholzer (SP)
- Hans Grunder (BDP)
- Natalie Rickli (SVP)
- Andrea Caroni (FDP)
- Beat Flach (GLP)
- Maja Ingold (EVP)

## Auszeichnungen
- 2014: Romy Akademiepreis